# Boulengerochromis microlepis
Boulengerochromis microlepis là một loài cá thuộc họ Cichlidae. Thuộc giống Boulengerochromis và tông Boulengerochromini. B. microlepis được mô tả là Tilapia microlepis viết bởi George Albert Boulenger năm 1899.
Đây là loài lớn nhất trong họ, dài tới 90 cm (35 in) ở con đực và 75 cm (30 in) ở con cái. Loài này là sinh vật đặc hữu của hồ Tanganyika, đông Phi, gồm các quốc gia Burundi, Cộng hòa Dân chủ Congo, Tanzania, và Zambia. Môi trường sống tự nhiên của chúng là hồ nước ngọt.